# Bad Religion EP
Bad Religion – pierwsza płyta punkowej grupy Bad Religion. Zawiera jedynie sześć krótkich kompozycji i trwa niecałe dziesięć minut. Początkowo płyta była wydawana na winylach o rozmiarze 7 cali, jednak kolejna reedycja, która ukazała się w roku 1982, została wytłoczona na płycie dwunastocalowej. Wszystkie utwory, które znalazły się na tym albumie, doczekały się reedycji najpierw w roku 1991 na kompilacji 80–85 a potem w roku 2004 na zremasterowanej wersji How Could Hell Be Any Worse?.

## Lista utworów
1. „Bad Religion”
2. „Politics”
3. „Sensory Overload”
4. „Slaves”
5. „Drastic Actions”
6. „World War III”

## Twórcy
- Greg Graffin – wokal
- Brett Gurewitz – gitara
- Jay Bentley – bas
- Jay Ziskrout – perkusja